# Timur Vermes
Timur Vermes (Nuremberg, 1967) es un escritor y periodista alemán.

## Biografía
El padre de Vermes llegó a Alemania desde Budapest, luego de la represión a la revolución húngara de 1956. Después de haberse graduado en Historia en la Universidad de Erlangen, Timur Vermes comenzó a trabajar como periodista para diarios como el Münchner Abendzeitung y el Kölner Express; también colaboró en diversas revistas. Inició en el 2007 su actividad de escritor fantasma.
Es autor de la novela satírica y best seller Ha vuelto (Er ist wieder da, en alemán), la primera en la cual firma con su propio nombre, no ya como escritor fantasma. Presentada en 2012 en la Feria del Libro de Frankfurt, la novela trata del inexplicable despertar de Adolf Hitler en la Alemania del 2011 después de un salto temporal desde 1945. El libro obtuvo el primer puesto en el ranking de ventas de Der Spiegel en 2012 y ha vendido más de un millón de ejemplares en Alemania y ha sido traducida a más de veinte idiomas, incluyendo el español, siendo publicado por la editorial Seix Barral en 2013.

## Obras
- Timur Vermes, München für Verliebte, Frankfurt, Societäts-Verlag, 2010, ISBN 978-3-7973-1189-4.
- Timur Vermes, Ha vuelto, Seix Barral, 2013, 384 págs., ISBN 9788432220364.
- Timur Vermes, Los hambrientos y los saciados, Seix Barral, 2019, 608 págs., ISBN 978-84-322-3555-9.